# Chunavia
Chunavia (łac. Diocesis Chunaviensis) – stolica historycznej diecezji w rejonie Epiro Nuovo erygowanej ok. XIII wieku, skasowanej około roku 1470. Sufragania archidiecezji Durrës, współcześnie w Albanii. Obecnie katolickie biskupstwo tytularne.

## Biskupi tytularni
| Lp. | Biskup                  | Funkcja                                          | Od                   | Do               |
| --- | ----------------------- | ------------------------------------------------ | -------------------- | ---------------- |
| 1   | Joseph Brendan Houlihan | emerytowany biskup Eldoret (Kenia)               | 19 października 1970 | 24 kwietnia 1971 |
| 2   | André Bossuyt           | biskup pomocniczy Reims (Francja)                | 3 sierpnia 1971      | 30 lipca 1974    |
| 3   | Szilárd Keresztes       | eparcha pomocniczy Hajdúdorogu (Węgry)           | 7 stycznia 1975      | 30 czerwca 1988  |
| 4   | Guy Thomazeau           | biskup pomocniczy Meaux (Francja)                | 12 listopada 1988    | 14 września 1994 |
| 5   | Murphy Pakiam           | biskup pomocniczy Kuala Lumpur (Malezja)         | 1 kwietnia 1995      | 24 maja 2003     |
| 6   | Walter Hurley           | biskup pomocniczy Detroit (USA)                  | 7 lipca 2003         | 21 czerwca 2005  |
| 7   | David McGough           | biskup pomocniczy Birmingham (Wielka Brytania)   | 25 października 2005 | 26 marca 2023    |
| 8   | Kevin Kenney            | biskup pomocniczy Saint Paul i Minneapolis (USA) | 25 lipca 2024        |                  |